# Frankenstein (telefilme)
Frankenstein é um telefilme britânico do gênero drama lançado em 2007 e  produzido pela Impossible Pictures para a ITV. Foi escrito e dirigido por Jed Mercurio, adaptado do romance original de Mary Shelley para um cenário atual. Victoria Frankenstein, uma geneticista do sexo feminino, acidentalmente cria um monstro enquanto desenvolve o clone de seu filho a partir de células-tronco, em um esforço para evitar sua morte iminente. O filme foi transmitido em 24 de outubro de 2007, para uma audiência média de 3.6 milhões. 

## Elenco
- Helen McCrory
- James Purefoy
- Neil Pearson
- Benedict Wong
- Matthew Raul-Smith
- Fraser James
- Lindsay Duncan
- Ace Bhatti
- Cally Hamilton
- Anna Torv

## Recepção
Serena Davies, do The Daily Telegraph, chamou o filme de "arrepiante e surpreendentemente pungente". 